# Japanische Basketballnationalmannschaft
Die japanische Basketballnationalmannschaft (jap. バスケットボール男子日本代表, Basketball danshi nihon daihyō) repräsentiert Japan bei Basketball-Länderspielen der Herren. Sie gehört zu den stärksten Nationalteams Asiens und wurde zweimal asiatischer Meister.

## Geschichte
Die Japanische Basketballnationalmannschaft nahm an den Olympischen Spielen 1936 teil, die Basketball zum ersten Mal im Programm hatten. Der neunte Platz ist bis heute die beste Platzierung Japans bei den Olympischen Spielen.
Die stärkste Phase hatte die japanische Nationalmannschaft vom Ende der 50er bis zum Anfang der 70er Jahre, als man regelmäßig für Olympische Spiele und Weltmeisterschaften qualifiziert war. In dieser Zeit gewannen die Japaner auch zweimal die Asienmeisterschaft. Nach der Aufnahme Chinas in die FIBA konnte Japan keine Meisterschaft mehr gewinnen, belegte aber bis zum Ende der 90er Jahre regelmäßig Medaillenränge bei den kontinentalen Meisterschaften. Die letzte Spitzenplatzierung gelang 1997 mit dem Gewinn der Silbermedaille.

### Erfolge
Die größten Erfolge Japans sind die Gewinne der Goldmedaille bei den Basketball-Asienmeisterschaften 1965 in Kuala Lumpur (Malaysia) und 1971 bei der Heimmeisterschaft in Tokio. Hinzu kommen fünf Silber- und sieben Bronzemedaillen bei den Asienspielen. Weitere nennenswerte Erfolge waren zwei Zweite und sechs Dritte Plätze bei den Basketballwettbewerben der Asienspiele.

## Abschneiden bei internationalen Wettbewerben

### Olympische Spiele
| - 1936 – 9. Platz - 1956 – 10. Platz - 1960 – 15. Platz - 1964 – 10. Platz - 1972 – 14. Platz - 1976 – 11. Platz - 2020 – 11. Platz - 2024 – 11. Platz |

### Weltmeisterschaften
| - 1963 – 13. Platz - 1967 – 11. Platz - 1998 – 14. Platz - 2006 – 17. Platz - 2019 – 31. Platz - 2023 – 19. Platz |

### Asienmeisterschaften
| - 1960 – Bronzemedaille - 1965 – Goldmedaille - 1967 – Bronzemedaille - 1969 – Silbermedaille - 1971 – Goldmedaille - 1973 – 4. Platz - 1975 – Silbermedaille - 1977 – Bronzemedaille - 1979 – Silbermedaille - 1981 – Bronzemedaille | - 1983 – Silbermedaille - 1986 – 5. Platz - 1987 – Bronzemedaille - 1989 – 4. Platz - 1991 – Bronzemedaille - 1993 – 7. Platz - 1995 – Bronzemedaille - 1997 – Silbermedaille - 1999 – 5. Platz - 2001 – 6. Platz | - 2003 – 6. Platz - 2005 – 5. Platz - 2007 – 8. Platz - 2009 – 10. Platz - 2011 – 7. Platz - 2013 – 9. Platz - 2015 – 4. Platz - 2017 – 9. Platz - 2022 – 7. Platz |

### Basketballwettbewerb bei den Asienspielen
| - 1951 – Silbermedaille - 1956 – Bronzemedaille - 1958 – Bronzemedaille - 1962 – Silbermedaille - 1966 – 4. Platz - 1970 – Bronzemedaille - 1974 – 7. Platz - 1978 – 4. Platz - 1982 – Bronzemedaille - 1986 – 6. Platz | - 1990 – 4. Platz - 1994 – Bronzemedaille - 1998 – 10. Platz - 2002 – 6. Platz - 2006 – 6. Platz - 2010 – Bronzemedaille - 2014 – Bronzemedaille - 2018 – 7. Platz - 2022 – 8. Platz |

## Kader
| Spieler | Spieler          | Spieler           | Spieler | Spieler | Spieler  | Spieler                        |
| Nr.     | Name             | Geburt            | Größe   | Info    | Einsätze | Verein                         |
| ------- | ---------------- | ----------------- | ------- | ------- | -------- | ------------------------------ |
|         |                  | Guards (PG, SG)   |         |         |          |                                |
| 2       | Yūki Togashi     | 30.07.1993        | 167 cm  |         |          | Chiba Jets                     |
| 5       | Yuki Kawamura    | 02.05.2001        | 172 cm  |         |          | Yokohama B-Corsairs            |
| 6       | Makoto Hiejima   | 11.08.1990        | 191 cm  |         |          | Utsunomiya Brex                |
| 7       | Kai Toews        | 17.09.1998        | 188 cm  |         |          | Alvark Tokio                   |
| 30      | Keisei Tominaga  | 01.02.2001        | 188 cm  |         |          | Free Agent                     |
|         |                  | Forwards (SF, PF) |         |         |          |                                |
| 4       | Akira Jacobs     | 13.04.2004        | 203 cm  |         |          | University of Hawaiʻi at Mānoa |
| 8       | Rui Hachimura    | 08.02.1998        | 205 cm  |         |          | Los Angeles Lakers             |
| 12      | Yuta Watanabe    | 13.10.1994        | 206 cm  |         |          | Chiba Jets                     |
| 18      | Yūdai Baba       | 07.11.1995        | 195 cm  |         |          | Free Agent                     |
| 91      | Hirotaka Yoshii  | 04.06.1998        | 196 cm  |         |          | San-en Neophoenix              |
|         |                  | Center (C)        |         |         |          |                                |
| 24      | Joshua Hawkinson | 23.06.1995        | 208 cm  |         |          | Sun-Rockers Shibuya            |
| 34      | Hugh Watanabe    | 23.12.1998        | 207 cm  |         |          | Shinshu Brave Warriors         |

| Trainer            | Trainer            | Trainer         |
| Nat.               | Name               | Position        |
| ------------------ | ------------------ | --------------- |
| Vereinigte Staaten | Tom Hovasse        | Head Coach      |
| Vereinigte Staaten | Corey Gaines       | Assistenz-Coach |
| Japan              | Geoffrey Katsuhisa | Assistenz-Coach |

| Legende              | Legende            |
| Abk.                 | Bedeutung          |
| -------------------- | ------------------ |
| (C)                  | Mannschaftskapitän |
| Quellen              |                    |
| Teamhomepage         |                    |
| Ligahomepage         |                    |
| Stand: 30. Juli 2024 |                    |

| Legende              | Legende            |
| Abk.                 | Bedeutung          |
| -------------------- | ------------------ |
| (C)                  | Mannschaftskapitän |
| Quellen              |                    |
| Teamhomepage         |                    |
| Ligahomepage         |                    |
| Stand: 30. Juli 2024 |                    |

## Ehemalige Kader
| Nr. | Name               | Geburtsdatum    | Größe  | Position | Einsätze | Club                           |
| --- | ------------------ | --------------- | ------ | -------- | -------- | ------------------------------ |
| 2   | Yūki Togashi       | 30.07.1993      | 167 cm | Guard    |          | Chiba Jets                     |
| 4   | Akira Jacobs       | 13.04.2004      | 203 cm | Forward  |          | University of Hawaiʻi at Mānoa |
| 5   | Yuki Kawamura      | 02.05.2001      | 172 cm | Guard    |          | Yokohama B-Corsairs            |
| 6   | Makoto Hiejima     | 11.08.1990      | 191 cm | Guard    |          | Utsunomiya Brex                |
| 7   | Kai Toews          | 17.09.1998      | 188 cm | Guard    |          | Alvark Tokio                   |
| 8   | Rui Hachimura      | 08.02.1998      | 205 cm | Forward  |          | Los Angeles Lakers             |
| 12  | Yuta Watanabe      | 13.10.1994      | 206 cm | Forward  |          | Chiba Jets                     |
| 18  | Yūdai Baba         | 07.11.1995      | 195 cm | Forward  |          | Free Agent                     |
| 24  | Joshua Hawkinson   | 23.06.1995      | 208 cm | Center   |          | Sun-Rockers Shibuya            |
| 30  | Keisei Tominaga    | 01.02.2001      | 188 cm | Guard    |          | Free Agent                     |
| 34  | Hugh Watanabe      | 23.12.1998      | 207 cm | Center   |          | Shinshu Brave Warriors         |
| 91  | Hirotaka Yoshii    | 04.06.1998      | 196 cm | Forward  |          | San-en Neophoenix              |
|     | Tom Hovasse        | Head Coach      |        |          |          |                                |
|     | Corey Gaines       | Assistenz-Coach |        |          |          |                                |
|     | Geoffrey Katsuhisa | Assistenz-Coach |        |          |          |                                |

| Nr. | Name             | Geburtsdatum    | Größe  | Position | Einsätze | Club                   |
| --- | ---------------- | --------------- | ------ | -------- | -------- | ---------------------- |
| 2   | Yuki Togashi     | 30.07.1993      | 167 cm | Guard    |          | Chiba Jets             |
| 5   | Yuki Kawamura    | 02.05.2001      | 172 cm | Guard    |          | Yokohama B-Corsairs    |
| 6   | Makoto Hiejima   | 11.08.1990      | 191 cm | Guard    |          | Utsunomiya Brex        |
| 18  | Yudai Baba       | 07.11.1995      | 195 cm | Guard    |          | Texas Legends          |
| 19  | Yudai Nishida    | 13.03.1999      | 190 cm | Guard    |          | Seahorses Mikawa       |
| 30  | Keisei Tominaga  | 01.02.2001      | 188 cm | Guard    |          | Nebraska Cornhuskers   |
| 12  | Yuta Watanabe    | 13.10.1994      | 206 cm | Forward  |          | Phoenix Suns           |
| 31  | Shuta Hara       | 17.12.1993      | 187 cm | Forward  |          | Chiba Jets             |
| 75  | Soichiro Inoue   | 07.05.1999      | 201 cm | Forward  |          | Sun-Rockers Shibuya    |
| 91  | Hirotaka Yoshii  | 04.06.1998      | 196 cm | Forward  |          | Alvark Tokyo           |
| 24  | Joshua Hawkinson | 23.06.1995      | 208 cm | Center   |          | Shinshu Brave Warriors |
| 99  | Koya Kawamata    | 16.06.1998      | 204 cm | Center   |          | Shiga Lakestars        |
|     | Tom Hovasse      | Head Coach      |        |          |          |                        |
|     | Corey Gaines     | Assistenz-Coach |        |          |          |                        |

| Nr. | Position         | Name              | Größe [cm] | Geburtsjahr | Aktueller Verein |
| --- | ---------------- | ----------------- | ---------- | ----------- | ---------------- |
| 4   | Shooting Guard   | Keijuro Matsui    | 188        | 1985        | Toyota Alvark    |
| 5   | Shooting Guard   | Daiki Tanaka      | 191        | 1991        | Tokai Univ.      |
| 6   | Point Guard      | Makoto Hiejima    | 190        | 1990        | Aoyama Univ.     |
| 7   | Center           | Atsuya Ota        | 206        | 1984        | Hamamatsu        |
| 8   | Small Forward    | Yuta Watanabe     | 201        | 1994        | Mitsubishi DD    |
| 9   | Small Forward    | Takahiro Kurihara | 192        | 1987        | Toshiba BT       |
| 10  | Forward/Center   | Kosuke Takeuchi   | 206        | 1985        | Toyota Alvark    |
| 11  | Point Guard      | Ryota Sakurai     | 194        | 1983        | Hokkaido         |
| 12  | Center           | J. R. Sakuragi    | 203        | 1976        | Aishin SH        |
| 13  | Point Guard      | Naoto Tsuji       | 185        | 1989        | Toshiba BT       |
| 14  | Shooting Guard   | Kosuke Kanamaru   | 193        | 1989        | Panasonic T.     |
| 15  | Center           | Sean Ichioka      | 200        | 1991        | Toyota Alvark    |
|     | Trainer          | Kimikaze Suzuki   |            |             |                  |
|     | Assistenztrainer | Koji Naya         |            |             |                  |
|     | Assistenztrainer | Takeshi Koyama    |            |             |                  |